# Helga Haase
Helga Haase (født Helga Obschernitzki 9. juni 1934 i Gdańsk, Polen, død 16. juni 1989 i Berlin) var en østtysk skøjtehurtigløber.
Haase spillede egentlig først håndbold, men stiftede ved en tilfældighed bekendtskab med skøjteløb, som hun så begyndte at dyrke. Hendes træner var Helmut Haase, som hun blev gift med i 1955.
I første omgang trænede hun sammen med de sovjetiske skøjteløbere, men det kunne hun ikke fortsætte med, at hun viste sig at være bedre end træningskammeraterne. Helga og Helmut Haase fik så tilladelse af den østtyske regering til at tage til Kiruna i Sverige for at træne. Hun vandt 21 østtyske mesterskaber i perioden 1957-1967, deraf syv allround-mesterskaber.
Ved vinter-OL 1960 i Squaw Valley var hurtigløb på skøjter for kvinder for første gang på det olympiske program. Helga Haase deltog på det forenede tyske hold ved legene, men havde ikke sin mand og træner med, fordi han i lighed med andre østtyske trænere og sportsjournalister ikke fik visum til at rejse ind i USA. Helga Haase, der ikke var blandt favoritterne, overraskede med at vinde sit heat på 500 m i tiden 45,9 sekunder, hvilket viste sig at være den bedste tid, så hun blev dermed den første kvindelige olympiske mester i hurtigløb på skøjter. Natalja Dontjenko løb i 46,0 og fik sølv, mens amerikanske Jeanne Ashworth fik bronze i 46,1 sekunder. Dagen efter stillede Haase op på 1500 m-distancen, hvor hun blev nummer otte, mens hun på 1000 m klemte sig ind mellem to sovjetiske løbere og vandt sølv i tiden 1.34,3 minutter; guldet gik til Klara Guseva med 1.34,1, mens Tamara Rylova fik bronze med 1.34,8 mutter.
Haase kom aldrig til at løbe hurtigere på 500 og 1000 meter. Ud over de to medaljer ved OL 1960 var hendes bedste resultater to medaljer ved VM i 1962.
Hun deltog også ved vinter-OL 1964 i Innsbruck, hvor hun stillede op i de samme tre discipliner som ved OL i 1960. Her blev hun nummer otte på 500 m, nummer fire på 1000 m og nummer fem på 1500 m.
Haase var kontoruddannet og arbejdede det meste af sit liv ved politiet med administrative opgaver. Hun måtte opgive arbejdet, da hun blev handicappet i 1984, og hun døde fem år senere.